# 長梗扁果薹
長梗扁果薹（学名：Carex fulvorubescens subsp. longistipes）为莎草科薹草屬的植物，為茶色扁果薹的亞種。

## 扩展阅读
- 維基物種上的相關：長梗扁果薹